# Gostimysl
Gostimysl či Gostomysl (latinsky Gotzomiuzlus) (9. století? – 844) byl kníže z kmene Polabských Slovanů zvaných Obodrité a pravděpodobný otec prvního českého poustevníka svatého Ivana.

## Život
Byl prý křesťanským vladařem. Na knížecí stolec usedl pravděpodobně po smrti bývalého vévody Čedraga, který zemřel někdy mezi lety 826 až 838. Fuldskými letopisy je jeho jméno zmíněno však až k roku 844, kdy svedl bitvu s východofranským králem Ludvíkem II. Němcem, v níž utrpěl porážku a zároveň v ní zemřel. Letopisy ho v této souvislosti označily jako "rex", což by se dalo přeložit jako král. Následně byla po jeho smrti obodritská zem rozdělena králem Ludvíkem mezi několik dalších knížat.
Údajně se svou manželkou Alžbětou zplodil kromě sv. Ivana ještě syny Sifrida a Evarda.